# Stadion Azadi
Stadion Azadi – jest stadionem narodowym Iranu, mieszczącym się w stolicy państwa, Teheranie. Powstał on w 1971 roku. Na stadionie swoje mecze rozgrywają drużyny Persepolis Teheran, Esteghlal Teheran, reprezentacja Iranu w piłce nożnej, a także drużyny żeńskiej piłki nożnej. Stadion przeszedł renowacje w latach 2002–2003; przed renowacją na stadionie mogło zasiąść około 120 000 widzów. Od 2016 roku pojemność obiektu wynosi 78 116 widzów.
Początkowo stadion nosił nazwę Aryamehr Stadium na cześć ostatniego szachinszacha Iranu Mohammada Reza Pahlawiego, jednak nazwę zmieniono na obecną w 1979 roku po irańskiej rewolucji islamskiej.